# Морис Есхер
Морис Корнелис Есхер, помиње се и као Мориц, Мауриц (хол. Maurits Cornelis Escher; Леуварден, 17. јун 1898 — Хилверсум, 27. март 1972) био је холандски уметник и графичар, посебно познат по својим представама парадоксалних и немогућих призора.
Његове приказе парадоксалних и немогућих призора, искористио је Даглас Хофштатер за приказивање своје филозофије у књизи „Гедел, Есхер, Бах - вечна златна плетеница“.

## Рани живот
Морис Корнелис Есхер је рођен 17. јуна 1898. у Леувардену, Фризија, Холандија, у кући која данас чини део Музеја керамике Принцесехоф. Он је био најмлађи син грађевинског инжењера Георга Арнолда Есхера и његове друге жене Саре Глејхман. Године 1903, породица се преселила у Арнем, где је похађао основну и средњу школу до 1918. године. Његовим пријатељима и породици познат као „Маук”, био је болешљиво дете и смештен је у специјалну школу са седам година; пао је у другом разреду. Иако је бриљирао у цртању, његове оцене су углавном биле лоше. Похађао је часове столарије и часове клавира до своје тринаесте године.
Године 1918, отишао је на Техничку школу у Делфту. Од 1919. до 1922. Есхер је похађао Харлемску школу за архитектуру и декоративну уметност, учећи цртање и уметност израде дрвореза. Кратко је студирао архитектуру, али је пао на низу предмета (делимично због упорне инфекције коже) и пребацио се на декоративну уметност, студирајући код графичара Самјуела Јесуруна де Меските.

## Студијска путовања
Године 1922, важне године његовог живота, Есхер је путовао кроз Италију, посећујући Фиренцу, Сан Ђимињано, Волтеру, Сијену и Равело. Исте године је путовао по Шпанији, посетио Мадрид, Толедо и Гранаду. Био је импресиониран италијанском природом и, у Гранади, маварском архитектуром Алхамбре из четрнаестог века. Замршени декоративни дизајни Алхамбре, засновани на геометријским симетријама са испреплетеним понављајућим шарама у обојеним плочицама или извајаним у зидовима и плафонима, покренули су његово интересовање за математику теселације и снажно утицали на његов рад.
Есхер се вратио у Италију и живео у Риму од 1923. до 1935. Док је био у Италији, Есхер је упознао Јету Умикер – Швајцаркињу, коју је Италија привукла као и њега, и којом се оженио 1924. Пар се настанио у Риму где је рођен њихов први син Ђорђо (Џорџ) Арналдо Есхер, назван по свом деди. Есхер и Јета су касније добили још два сина – Артура и Јана.
Он је често путовао, посећујући (између осталог) Витербо 1926. године, Абруцу 1927. и 1929. године, Корзику 1928. и 1933. године, Калабрију 1930. године, обалу Амалфије 1931. и 1934. године, и Гаргано и Сицилију 1932 и 1935. Пејзажи ових места заузимају истакнуто место у његовим уметничким делима. У мају и јуну 1936, Есхер се вратио у Шпанију, поново посећујући Алхамбру и проводећи дане правећи детаљне цртеже њених мозаичких шара. Ту је постао фасциниран, до тачке опсесије, теселацијом, објашњавајући:
Остаје изузетно упијајућа активност, права манија од које сам постао зависник и од које се понекад тешко отргнем.
Скице које је направио у Алхамбри чиниле су главни извор за његов рад од тог времена. Такође је проучавао архитектуру Меските, маварске џамије у Кордоби. Испоставило се да је ово било последње од његових дугих студијских путовања; после 1937. његова уметничка дела су настала у његовом атељеу, а не на терену. Његова уметност се сходно томе нагло променила од углавном посматрачке, са јаким нагласком на реалистичним детаљима ствари које се виде у природи и архитектури, до производа његове геометријске анализе и његове визуелне маште. Ипак, већ и његов рани рад показује интересовање за природу простора, необичност, перспективу и вишеструке тачке гледишта.

## Каснији живот
Године 1935, политичка клима у Италији под Мусолинијем постала је неприхватљива за Есхера. Није био заинтересован за политику, јер је сматрао да је немогуће да се укључи у било какве идеале осим изражавања сопствених концепата кроз свој посебан медиј, али је био несклон фанатизму и лицемерју. Када је његов најстарији син, Џорџ, са девет година био приморан да носи униформу Балила у школи, породица је напустила Италију и преселила се у Шато доекс, у Швајцарској, где су остали две године.
Холандска пошта је изнајмила Есхера да дизајнира полупоштанску марку за „Ваздушни фонд“ (холандски: Het Nationaal Luchtvaartfonds) 1935. године, а поново 1949. дизајнирао је холандске марке. Оне су биле за 75. годишњицу Универзалног поштанског савеза; Суринам и Холандски Антили су користили другачији дизајн за исту комеморацију.
Есхер, који је веома волео пејзаже у Италији који су инспирисали, био је изразито несрећан у Швајцарској. Године 1937. породица се поново преселила у Укел (Укел), предграђе Брисела, Белгија. Други светски рат их је приморао да се преселе у јануару 1941, овог пута у Барн, Холандија, где је Есхер живео до 1970. године. Већина Есхерових најпознатијих дела датира из овог периода. Понекад облачно, хладно и влажно време у Холандији омогућило му је да се пажљиво усредсреди на свој посао. После 1953, Есхер је нашироко држао предавања. Планирана серија предавања у Северној Америци 1962. године отказана је након болести, и он је једно време престао да ствара уметничка дела, али су илустрације и текст за предавања касније објављени у оквиру књиге Есхер о Есхеру. Одликован је витешким звањем Ордена Оранж-Насау 1955; касније је постао официр 1967.
У јулу 1969. завршио је своје последње дело, велики дрворез са троструком ротационом симетријом под називом Змије, у коме змије вијугају кроз шару повезаних прстенова. Они се скупљају у бесконачност и према центру и према ивици круга. Био је изузетно разрађен, штампан помоћу три блока, од којих је сваки ротиран три пута око центра слике и прецизно поравнат да би се избегле празнине и преклапања, за укупно девет операција штампања за сваки завршени отисак. Слика обухвата Есхерову љубав према симетрији; испреплетених образаца; и, на крају свог живота, његовог приближавања бесконачности. Пажња коју је Есхер посветио стварању и штампању овог дубореза може се видети на видео снимку.
Есхер се 1970. преселио у Роса Спиер Хуис у Ларену, пензионерски дом уметника у коме је имао сопствени атеље. Умро је у болници у Хилверсуму 27. марта 1972. године у доби од 73 године. Сахрањен је на Новом гробљу у Барну.